# Drepanocentron turvasu
Drepanocentron turvasu är en nattsländeart som beskrevs av Schmid 1982. Drepanocentron turvasu ingår i släktet Drepanocentron och familjen Xiphocentronidae. Inga underarter finns listade i Catalogue of Life.